# Městská památková zóna Barrandov

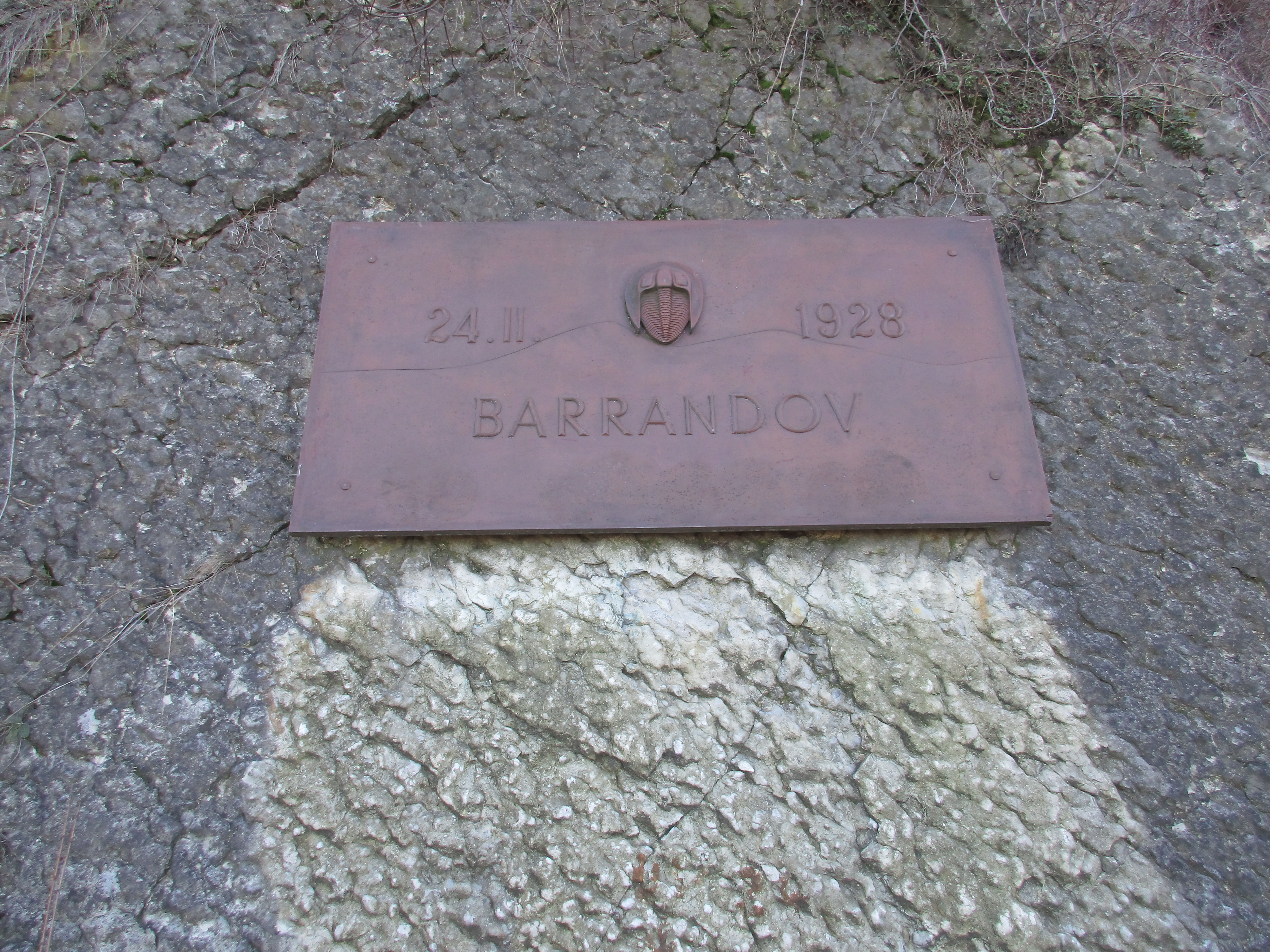
Pamětní deska k zahájení výstavby vilové čtvrti Barrandov a Barrandovských teras

Městská památková zóna Barrandov v Praze se nachází na území městské části Praha 5-Hlubočepy. Zahrnuje území vilové čtvrti Barrandov, část areálu Barrandovských ateliérů při Kříženeckého náměstí (Hlavní budova filmového studia) a Barrandovské terasy. Hlavní město Praha ustanovilo toto území městskou památkovou zónou vyhláškou č. 10/1993, sbírky 8/1993, vydanou dne 28. 9. 1993 s účinností od 1. 11. 1993.

## Vymezení
Území památkové zóny se rozkládá v jihovýchodní části Hlubočep na levém břehu Vltavy na protáhlé skalní vyvýšenině ve směru severovýchod-jihozápad. Ze severozápadu ji ohraničuje část ulice Na Srpečku a ulice K Barrandovu, která chráněným územím prochází. Jihovýchodní hranici vymezuje ulice Zbraslavská a z jihu obec Malá Chuchle. Území obsahuje Kříženeckého náměstí a ulice Barrandovská, Filmařská, K Barrandovu (část), Lumiérů, Na Habrové (část), Pod Ateliéry, Pod Habrovou, Skalní a Slavínského (část). Kromě kulturních a přírodních památek jsou zde bývalé lomy „Pod terasami“ a „U kapličky“, plavecký bazén pod Barrandovskými terasami, bývalá strojovna stlačeného vzduchu nebo Háj profesora Jedličky.

## Památky v MPZ

### Kulturní památky
Na území památkové zóny se nachází několik kulturních památek.
- Barrandovské ateliéry
- Barrandovské terasy
- Vila čp. 161 - vila Karla Šulce, Barrandovská 11
- Vila čp. 172 - vila Františka Vodnika, Skalní 17
- Vila čp. 180 - výstavní vila č. 1, Barrandovská 46
- Vila čp. 268 - vila Františka Kovaříka, Barrandovská 22/Skalní 16
- Vila čp. 307 - vila Pavla Růžičky, Barrandovská 25
- Vila čp. 327 - vila JUDR. Vladimíra Čelakovského, Barrandovská 28/Skalní 10
- Vila čp. 335 - vila Josefa Auerbacha, Barrandovská 60/Skalní 2
- Kaple Panny Marie Bolestné

### Přírodní památky
- Barrandova skála